# 下口愚首鱈
下口愚首鱈，為輻鰭魚綱鱈形目鼠尾鱈科的其中一種，分布於西太平洋東印度群島及菲律賓海域，屬深海底棲性魚類，深度878-1025公尺，體長可達27.1公分，棲息在底層水域，生活習性不明。